# Kramer Guitars
Kramer Guitars è un marchio statunitense di chitarre e bassi elettrici fondato a Neptune nel 1976.
Dal 1991 Kramer è una divisione della Gibson Guitar Corporation.